# Siemerode
Siemerode is een deel van de gemeente Hohes Kreuz in het district Eichsfeld in het noorden van de Duitse deelstaat Thüringen.
Siemerode is een plaats waar van oorsprong Hoogduits wordt gesproken. Het ligt aan de Uerdinger linie. Siemerode hoort sinds 1991 bij de gemeente Hohes Kreuz. 